# Aynsley Dunbar Retaliation
Gli Aynsley Dunbar Retailation sono stati un gruppo musicale fondato dal  batterista Aynsley Dunbar, ex membro dei John Mayall and the Bluesbreakers e  del The Jeff Beck Group.

## Storia
Aynsley Dunbar fondò questo gruppo, insieme con il suo amico, il tastierista Victor Brox nel 1967. Gli altri membri stabili della band furono il chitarrista John Moorshead e il bassista Alex Dmochowski.
Dopo aver inciso quattro album, prodotti da John Mayall, la band decise di sciogliersi, e Dunbar entro nei Mothers of Invention.

## Discografia
- 1968 - Aynsley Dunbar Retailation
- 1968 - Doctor Dunbar's Prescription
- 1969 - To Mum, From Aynsley and the Boys
- 1970 - Remains To Be Heard

## Formazione

### Storica
- John Moorshead - chitarra (1967-1970)
- Victor Brox - tastiera (1967-1968;1970)
- Alex Dmochowski - basso (1967-1970)
- Aynsley Dunbar - batteria (1967-1970)

### Membri precedenti
- Tommy Eyre - tastiera (1969)
- Annette Brox - voce (1970)